# Radermachera
Radermachera ist eine Pflanzengattung innerhalb der Familie der Trompetenbaumgewächse (Bignoniaceae). Ihre etwa 16 Laubbaum-Arten gedeihen in den tropischen Gebieten Asiens.

## Beschreibung

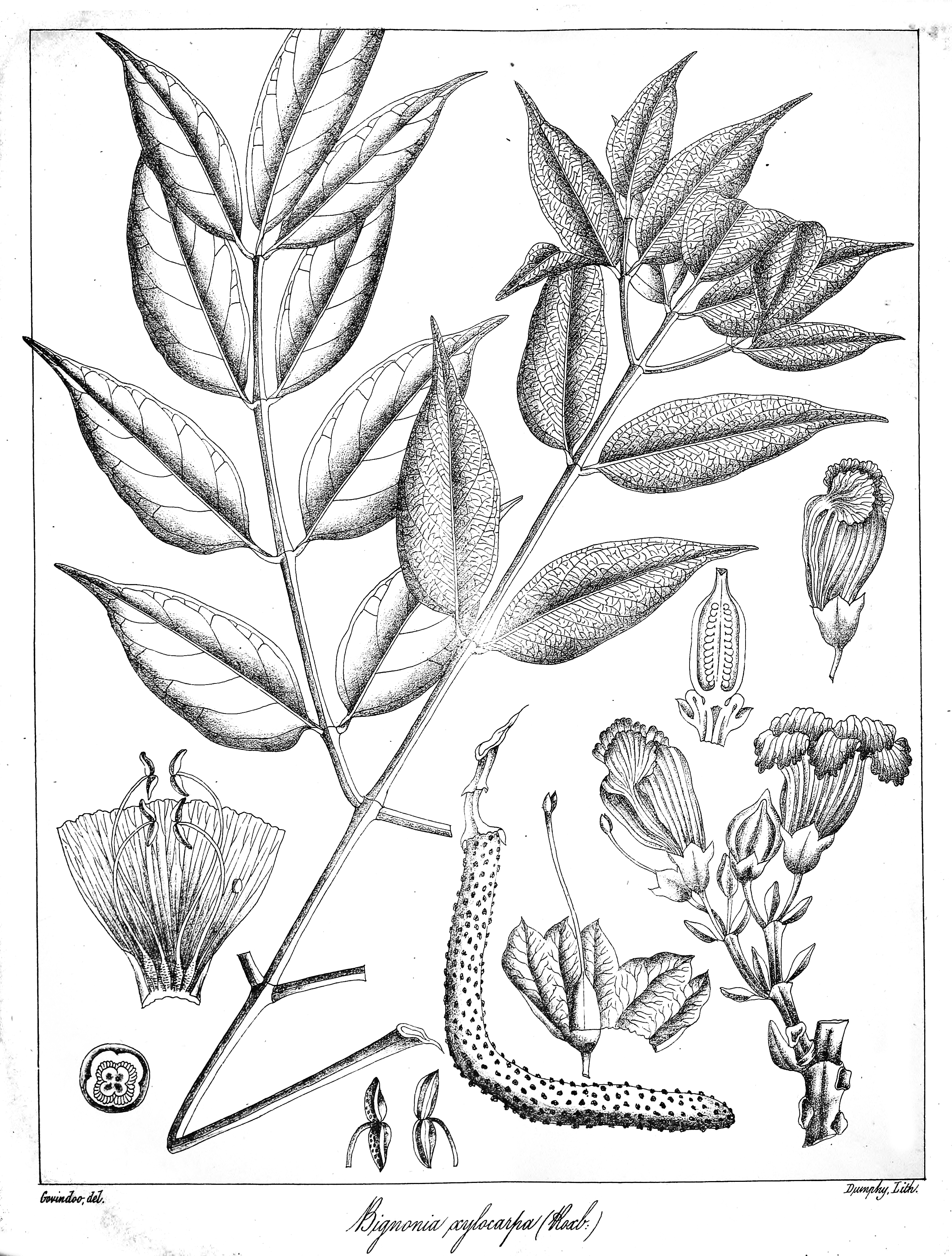
Illustration von Radermachera xylocarpa

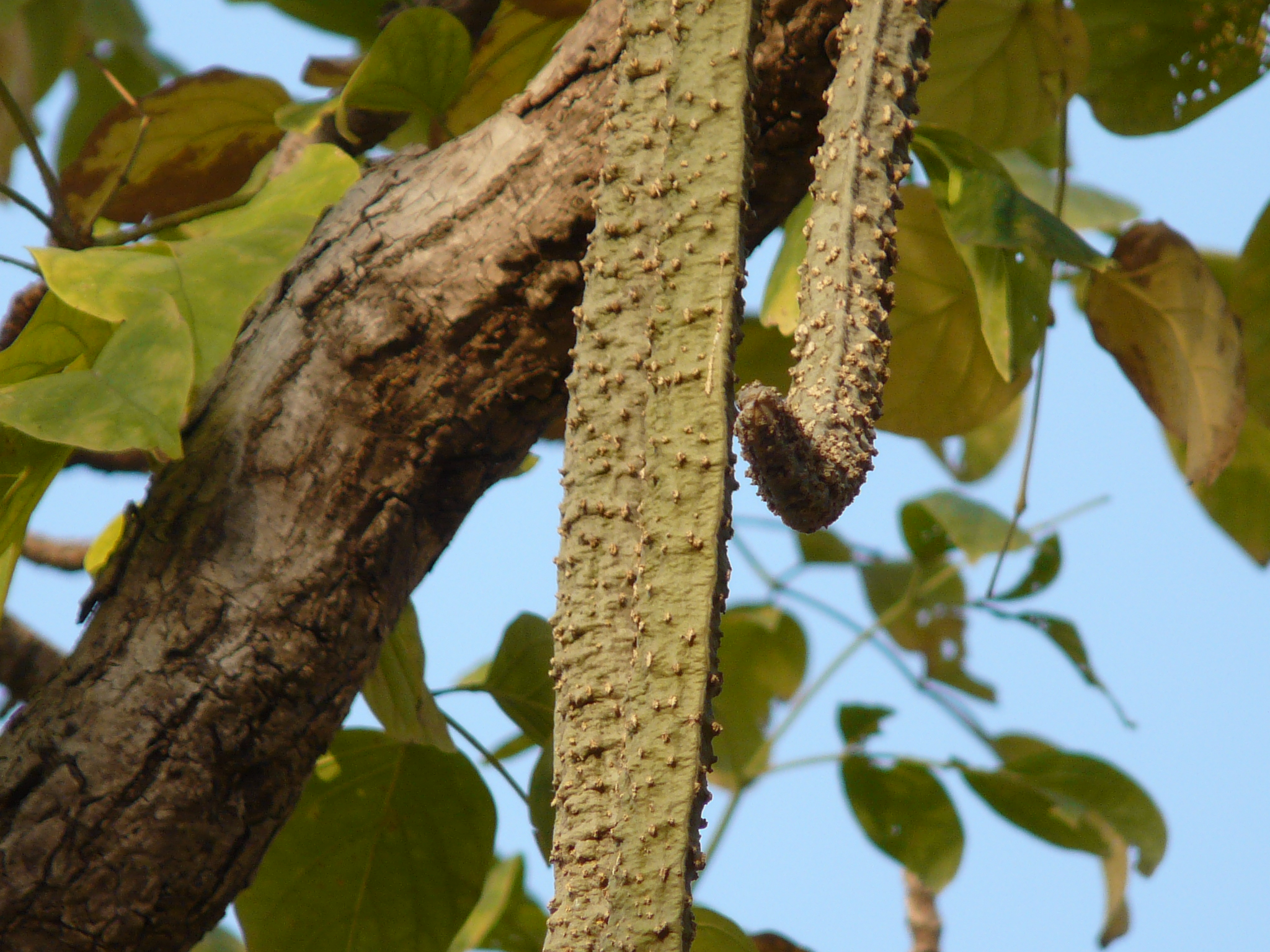
Früchte von Radermachera xylocarpa

### Vegetative Merkmale
Radermachera-Arten sind immergrüne Bäume.
Die gegenständig angeordneten Laubblätter sind in Blattstiel und Blattspreite gegliedert. Die Blattspreite ist ein- bis dreifach gefiedert. Die gestielten Fiederblättchen sind ganzrandig.

### Generative Merkmale
Die end- oder seitenständigen, rispigen Blütenstände können bei einigen Arten zu einfachen Büscheln reduziert sein. Die Trag- und Vorblätter sind linealisch oder laubblattartig.
Die zwittrigen Blüten sind zygomorph und fünfzählig mit doppelter Blütenhülle. Die fünf Kelchblätter sind glockenförmig verwachsen mit fünf Kelchlappen oder nur fünffach eingeschnitten. Die fünf Kronblätter sind trichter-, glocken- oder stieltellerförmig verwachsen, die Kronröhre kann lang oder auch kurz sein. Der Kronsaum ist leicht zweilappig, die Lappen sind gerundet und abstehend. Der Diskus ist kreisförmig und leicht fleischig. Es ist nur ein Kreis mit fünf Staubblättern vorhanden, von denen meist nur vier fertil sind (selten fünf), sie sind didynamisch, können aber auch beinahe gleich lang sein, üblicherweise ist das fünfte Staubblatt ein Staminodium. Der oberständige Fruchtknoten ist drehrund und enthält eine Vielzahl an Samenanlagen, die zweireihig in jeder Fruchtkammer stehen. Der Griffel ragt nicht aus der Krone heraus. Die Narbe ist zungenförmig und zweilappig.
Die längs aufspringende Kapselfrucht ist zweifach gewinkelt, ansonsten drehrund und langgestreckt und enthält viele Samen. Die Scheidewand ist eingedrückt und holzig. Die Samen sind abgeflacht und an beiden Enden mit durchscheinenden Flügeln besetzt.

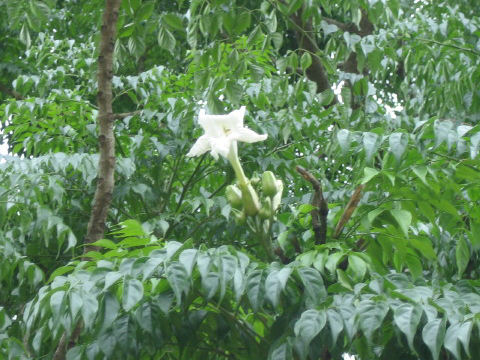
Zimmeresche (Radermachera sinica)

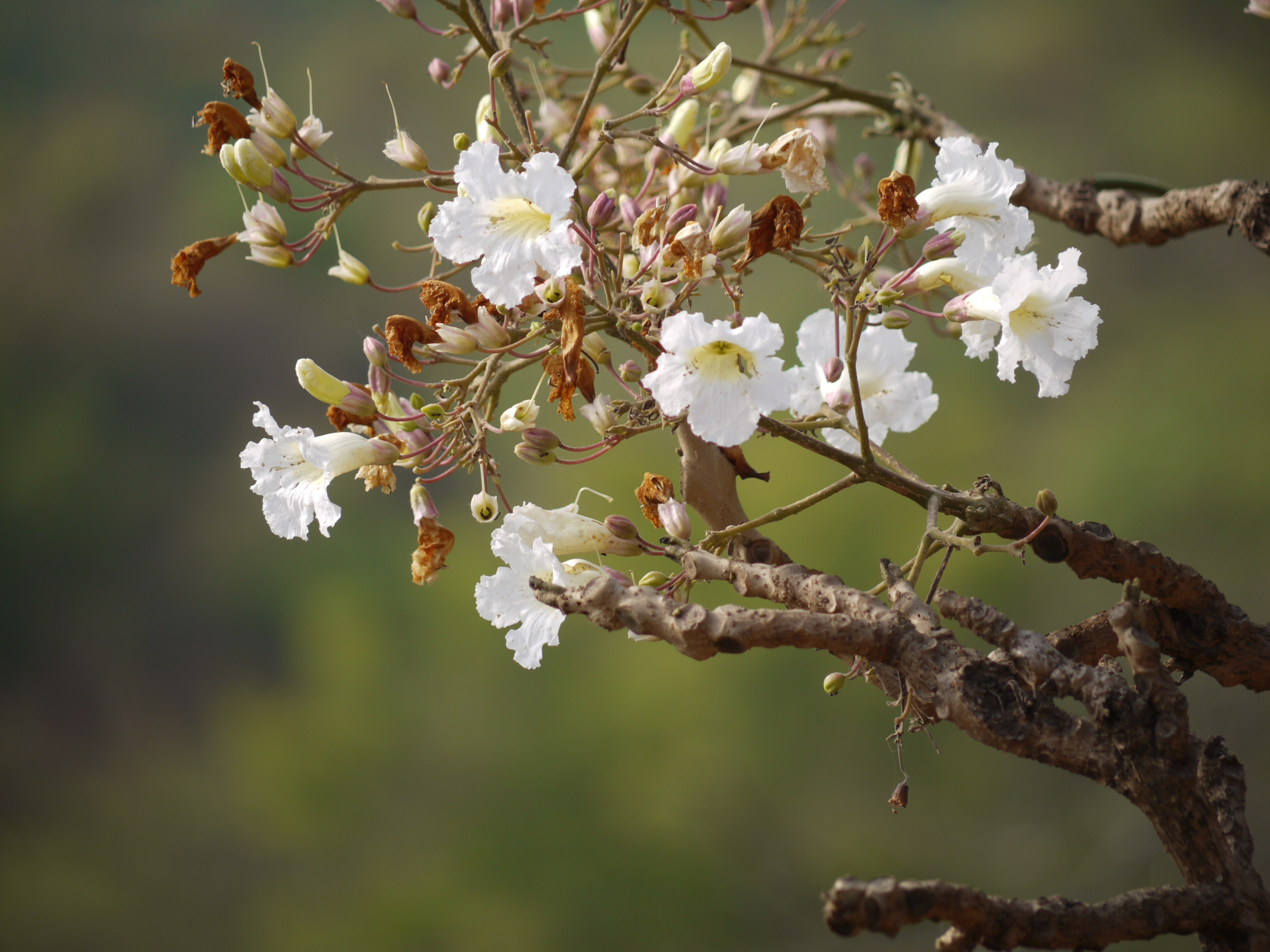
Radermachera xylocarpa

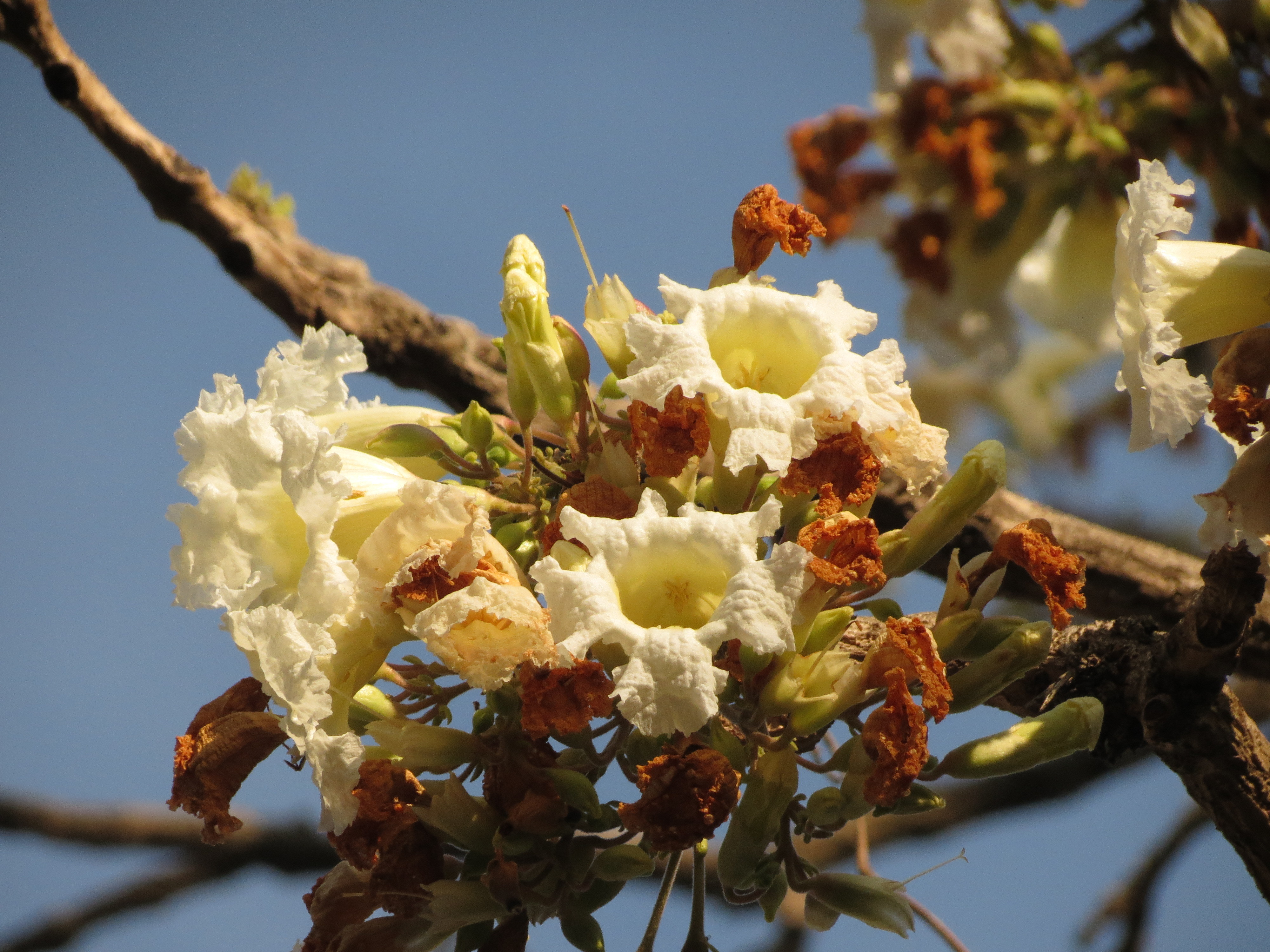
Blütenstand von Radermachera xylocarpa mit zygomorphen Blüten

## Systematik und Verbreitung
Die Gattung Radermachera wurde 1855 durch Heinrich Zollinger und Alexandre Moritzi aufgestellt. Der Gattungsname Radermachera ehrt den Offizier der Niederländischen Ostindien-Kompanie und Naturforscher Jacob Cornelis Mattheus Radermacher (1741–1783).
Die Gattung Radermachera enthält etwa 16 Arten, die vom südlichen China (sieben Arten) bis zum tropischen Asien verbreitet sind:
- Radermachera boniana Dop: Sie kommt in Vietnam vor.[2]
- Radermachera coriacea Merr.: Dieser Endemit kommt nur auf der zu den Philippinen gehörenden Insel Luzon vor.[2]
- Radermachera eberhardtii Dop: Sie kommt in Vietnam vor.[2]
- Radermachera frondosa Chun & F.C.How: Sie gedeiht in Wäldern in den chinesischen Provinzen Guangdong, Guangxi sowie Hainan.[3]
- Radermachera gigantea (Blume) Miq.: Sie kommt von Assam bis ins westliche und zentrale Malesien vor.[2]
- Radermachera glandulosa (Blume) Miq.: Sie kommt in Assam, Myanmar, Laos, Thailand, Malaysia, Indonesien, auf den Philippinen und in den chinesischen Provinzen Guangdong sowie Guangxi vor.[2][3]
- Radermachera hainanensis Merr.: Sie kommt in Kambodscha, Laos, Thailand und in den chinesischen Provinzen Guangdong, Hainan sowie Yunnan vor.[2]
- Radermachera inflata Steenis: Sie kommt in Vietnam vor.[2]
- Radermachera microcalyx C.Y.Wu: Sie kommt in den chinesischen Provinzen Guangxi sowie südliches Yunnan[3] und im nördliche Vietnam vor.[2]
- Radermachera peninsularis Steenis: Sie kommt von Thailand bis zur Malaiischen Halbinsel vor.[2]
- Radermachera pentandra Hemsl.: Sie gedeiht an Hängen und im Wald in Höhenlagen von 1000 bis 1700 Metern nur im südlichen Yunnan.[3]
- Radermachera quadripinnata (Blanco) Seem. (Syn.: Millingtonia quadripinnata Blanco): Sie kommt von den Nikobaren bis Malesien vor.[2]
- Radermachera ramiflora Steenis: Sie kommt auf Borneo vor.[2]
- Zimmeresche (Radermachera sinica (Hance) Hemsl.): Das Verbreitungsgebiet reicht vom Himalaja bis Malaysia und Taiwan.[2]
- Radermachera stellata Steenis: Sie kommt in Vietnam vor.[2]
- Radermachera xylocarpa (Roxb.) Roxb. ex K.Schum. (Syn.: Tecoma xylocarpa (Roxb.) G.Don, Bignonia xylocarpa Roxb.): Die Heimat ist Indien.[2]
- Radermachera yunnanensis C.Y.Wu: Sie gedeiht an Hängen und im Wald in Höhenlagen von 800 bis 1100 Metern in Yunnan.[3]

Nicht mehr zu dieser Gattung wird gerechnet:

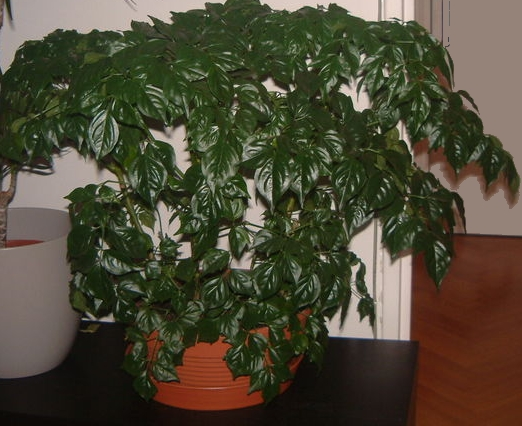
Zimmeresche (Radermachera sinica) als Topfpflanze

- Radermachera ignea (Kurz) Steenis → Mayodendron igneum (Kurz) Kurz.

## Verwendung
Die Zimmeresche (Radermachera sinica) hat dekoratives Laub und wird als Zimmerpflanze verwendet.